# カレンダスコ
カレンダスコ（伊: Calendasco）は、イタリア共和国エミリア＝ロマーニャ州ピアチェンツァ県にある、人口約2,400人の基礎自治体（コムーネ）。

## 地理

### 位置・広がり

#### 隣接コムーネ
隣接するコムーネは以下の通り。括弧内のLOはローディ県、PVはパヴィーア県所属を示す。
- グアルダミーリオ (LO)
- モンティチェッリ・パヴェーゼ (PV)
- オーリオ・リッタ (LO)
- ピアチェンツァ
- ロットフレーノ
- サン・ロッコ・アル・ポルト (LO)
- センナ・ロディジャーナ (LO)
- ソマーリア (LO)

### 気候分類・地震分類
カレンダスコにおけるイタリアの気候分類 (it) および度日は、zona E, 2707 GGである。
また、イタリアの地震リスク階級 (it) では、zona 3 (sismicità bassa) に分類される。